# Clara Blessing
Clara Blessing, geb. Geuchen, (* 1992) ist eine deutsche Oboistin und Hochschullehrerin. Sie ist Professorin für Historische Doppelrohrblattinstrumente sowie Vizepräsidentin der Hochschule für Musik Würzburg.

## Leben
Blessing wuchs mit sechs Geschwistern als Tochter der Organistin der Kempener Paterskirche Ute Gremmel-Geuchen und eines Kinderarztes in Kempen auf. Sie besuchte das Gymnasium Thomaeum in Kempen und war Mitglied im European Union Baroque Orchestra. Als Stipendiatin der Studienstiftung des Deutschen Volkes studierte sie Oboe unter Christian Schneider und Michael Niesemann an der Folkwang Universität der Künste in Essen. 2020 wurde sie auf eine Professur für Historische Doppelrohrblattinstrumente an der Hochschule für Musik Würzburg berufen, wo sie seither lehrt. Seit Wintersemester 2023/24 ist sie zudem Vizepräsidentin der Hochschule.

## Musikalisches Wirken
Als Solistin, Kammermusikerin und im Orchester spielt sie Werke vom Barock bis zur Moderne. Kooperationen bestanden mit Concerto Köln, dem Köthener BachCollektiv, MusicAeterna,  und dem Festival Orchester Budapest unter Dirigenten wie Simon Rattle, John Eliot Gardiner, Kent Nagano und Teodor Currentzis.

## Privates
Blessing ist mit dem Domorganisten des Essener Doms Sebastian Küchler-Blessing verheiratet.

## Veröffentlichungen (als Herausgeberin)
- Die Kunst und die Krise: Analysen und Perspektiven. Königshausen & Neumann, Würzburg 2021, ISBN 978-3-8260-7224-6.
- Etüden für Hoboe; aus historischen Oboenschulen von 1695 bis 1802, nach Tonarten geordnet: Anhang mit den wichtigsten aufführungspraktischen Informationen ; Studies for hautboy. Edition Walhall, Verlag Franz Biersack, Magdeburg 2021; ISMN 979-0-50265181-7 (Suche im DNB-Portal).